# Wetartaube
Die Wetartaube, auch Wetar-Taube oder Wetar-Erdtaube (Pampusana hoedtii, Syn.: Alopecoenas hoedtii, Gallicolumba hoedtii), ist eine Taubenart aus der Gattung der Indopazifischen Erdtauben (Pampusana). Sie ist endemisch in der Region Wallacea auf den kleinen Sundainseln Timor und Wetar. 2005 wurde zum ersten Mal ein lebendes Exemplar in Osttimor fotografiert. Es stammte aus der Region um Betano. Davor gab es nur gesicherte Sichtungen an drei Orten in Westtimor und etwa 20 Bälge aus der Anfangszeit des 19. Jahrhunderts, von denen nicht bekannt war, wo die Vögel erlegt wurden.

## Beschreibung
Diese Art erreicht eine Größe von 27 cm. Der Kopf des Männchens ist hell blaugrau gefärbt. Die Kehle ist grau-weiß. Die Färbung des Hinternackens ist rötlich braun, zum Nacken hin wird sie blasser und geht in ein blasses cremeweiß an der Brust über, die sich stark von einem schwarz-gefärbten Bauch abhebt. Ein glänzend violettes Band zieht sich von den Brustseiten zur Schulter. Die Unterseite ist kastanienfarben. Die Weibchen weisen eine eher einheitliche Färbung auf. Bei ihnen sind Kopf, Nacken und Brust hell rostbraun bis kastanienbraun gefärbt und die Unterseite sowie der Bauch olivbraun.

## Lebensweise
Über ihre Lebensweise ist nur wenig bekannt. Die Wetartaube bewohnt Monsunwälder in den Tälern und eventuell bewaldete Regionen in einer Höhe bis 950 m. Ihr Lebensraum ist von hohen jährlichen Niederschlagsmengen geprägt. Sie hält sich vermutlich teilweise nomadisch im Bambus auf. Die Vögel, die 2005 in Osttimor beobachtet wurden, hielten sich nur im Galeriewald auf. Ihr Brutgebiet befindet sich vermutlich in feuchten Wäldern mit Fließgewässern. Sie lebt stark einzelgängerisch und sucht auf dem Boden nach Nahrung wie ihre Artgenossen. Ihrer Rufe nach zu urteilen, brütet sie offenbar im Blätterdach. Die Brutzeit ist anscheinend in der Trockenzeit.